# 轉水瓶

轉水瓶示例

轉水瓶是一种上拋出裝水的塑膠瓶（其中的水通常是半滿或是全滿）到空中，使其在空中旋轉，並且要可以直立地落在平面上的挑战活动。它在2016年起开始于世界流行，有许多人把自己轉水瓶的影片在网上发布而开始受到欢迎，轉水瓶受到一些人的批評，有些人認為轉水瓶撞击的声音会滋擾公眾和使人分心。很多父母和老師批评這種做法，導致在世界各地的一些學校禁止轉水瓶。

## 历史
在2016年，一段北卡羅來納州夏洛特阿德里凱爾高中学生邁克爾·森納多在才藝表演中表演轉水瓶的视频，引起激烈反应，令轉水瓶开始普及。森納多在一年前开始在化学课时练习轉水瓶，并掌握了诀窍。其后他的视频在网络上爆紅，这一趋势蔓延至世界，如美国，澳洲，台湾，香港等。

## 描述
轉水瓶所需要的器具是一瓶沒有裝滿的塑膠水瓶；使用手握在塑膠瓶的瓶頸上，輕彈水瓶使瓶翻转，如果瓶子能直立在地上的話，就算成功。瓶子也可能倒立在地上。要能順利完成這個動作並不容易，因為塑膠瓶中的液体量對成功的几率有很大的影響。根据实验，若液体占了塑膠瓶約三分之一，便可以提高了轉水瓶的機率。瓶子本身的材质也会影响轉水瓶的结果；鹿園礦泉水的瓶子呈沙漏形，造型獨特，用這種瓶子來完成轉水瓶這個動作會比較容易。
轉水瓶通常使用一次性塑料瓶進行，因為它們的可用性较高，但也可以使用其他容器。轉水瓶背後複雜的物理原理包括流體動力學概念、拋體運動、角动量、向心力和引力。
与轉水瓶有关的流動應用程式「Bottle Flip 2k16」在第一个月下載量达300萬次。